# Растко Стефановић
Растко Стефановић (Вировитица, 9. фебруар 1971) је бивши југословенски и српски рукометаш, а данас рукометни тренер.

## Каријера
Каријеру је почео у Партизану из Бјеловара одакле прелази у Пролетер из Зрењанина. У Пролетеру је провео четири сезоне и у том периоду је освојио једно првенство СР Југославије и играо финале Купа шампиона 1991. године. Након Пролетера прелази у шпански Теукро из Понтеведре где проводи једну сезону. Од 1995. до 2002. године је играо за словеначки клуб Цеље Пивоварна Лашко. У овом периоду је са клубом освојио по шест титула првака и купа Словеније. Године 2002. прелази у француски Монпеље. Са овим клубом успева оно што није са Пролетером, и осваја титулу првака Европе у сезони 2002/03. Играч Монпељеа је био две сезоне, а поред европске титуле осваја и две титуле првака Француске и један Куп. У сезони 2004/05. је играо за шпанску Алтеу, а од 2005. до 2011. је играо за француски клуб Трамбле ан Франс где је и завршио каријеру.
Са репрезентацијом СР Југославије је освојио бронзану медаљу на Европском првенству 1996. у Шпанији. За национални тим је играо и на Светском првенству 1997. у Јапану и на Европском првенству 1998. у Италији.

## Успеси

### Клупски
- Пролетер
  - Првенство СРЈ (1) : 1991/92.

- Монпеље
  - Лига шампиона (1) : 2002/03.
  - Првенство Француске (2) : 2002/03, 2003/04.
  - Куп Француске (1) : 2002/03.
  - Француски Лига куп (1) : 2003/04.

- Цеље
  - Прва лига Словеније (6) : 1995/96, 1996/97, 1997/98, 1998/99, 1999/00, 2000/01.
  - Куп Словеније (6) : 1995/96, 1996/97, 1997/98, 1998/99, 1999/00, 2000/01.

### Репрезентативни
- Европско првенство:  1996.
- Медитеранске игре:  1991.
- Јуниорско светско првенство:  1991.